# ماركو روس
ماركو روس (بالألمانية: Marco Russ)‏ (مواليد 4 أغسطس 1985 في هاناو - ألمانيا الغربية) لاعب كرة قدم ألماني يلعب حاليا لصالح نادي الدرجة الأولى فولفسبورغ الألماني منذ 2011 في مركز قلب الدفاع كما يجيد اللعب في مركز الوسط المدافع .

## روابط خارجية
- ماركو روس على موقع قاعدة بيانات كرة القدم.إي يو (الإنجليزية)
- ماركو روس على موقع بيانات كرة القدم. دي إي (الألمانية)
- ماركو روس على موقع Soccerway.com (الإنجليزية)
- ماركو روس على موقع عالم كرة القدم.نت (الإنجليزية)
- ماركو روس على موقع كووورة
- ماركو روس على موقع AS.com (الإسبانية)